# Hrabstwo Cherry
Hrabstwo Cherry (ang. Cherry County) – hrabstwo w stanie Nebraska w Stanach Zjednoczonych. Obszar całkowity hrabstwa obejmuje powierzchnię 6 009,33 mil2 (15 564,17 km²). Według danych z 2010 r. hrabstwo miało 5713 mieszkańców. Hrabstwo powstało w 1883 roku i nosi imię lejtnanta Samuela A. Cherryego – oficera Armii Amerykańskiej zabitego w Dakocie Południowej w 1881 roku.

## Sąsiednie hrabstwa
- Hrabstwo Bennett (Dakota Południowa) (północ)
- Hrabstwo Todd (Dakota Południowa) (północ)
- Hrabstwo Tripp (Dakota Południowa) (północny wschód)
- Hrabstwo Brown (wschód)
- Hrabstwo Keya Paha (wschód)
- Hrabstwo Blaine (południowy wschód)
- Hrabstwo Hooker (południe)
- Hrabstwo Thomas (południe)
- Hrabstwo Grant (południe)
- Hrabstwo Sheridan (zachód)
- Hrabstwo Shannon (Dakota Południowa) (północny zachód)

## Miasta
- Brownlee (CDP)
- Valentine

## Wsie
- Cody
- Crookston
- Kilgore
- Merriman
- Nenzel
- Wood Lake